# Joseph Chilton Pearce
Pour les articles homonymes, voir Pearce.
Joseph Chilton Pearce, né le 14 janvier 1926 et décédé le 23 août 2016, est un écrivain américain.

## Biographie
Il obtient une licence au Collège de William et Mary et un master à l'université d'Indiana. Il est l'auteur de plusieurs livres sur le développement de l'enfant. Il a été membre de la faculté du développement de l'enfant à l'Institut C. G. Jung de Zürich en Suisse. Il est intervenu dans plusieurs conférences, en Inde, au sujet du nouveau paradigme du développement humain à la septième conférence annuelle de psychologie transpersonnelle, à l'université d'Oxford sur l'influence que les pratiques obstétriques actuelles ont sur l'intelligence de l'enfant[réf. souhaitée], au Canada, sur la prévention de la violence et de la toxicomanie chez les Amérindiens au Canada, à Hawaii au sujet des différentes causes du crime et de la violence, à l'université Columbia, pour une conférence spéciale sur l'éducation au XXIe siècle. 
Son ouvrage The Biology of Transcendence (« La Biologie de la transcendance »), explore les fondations biologiques du développement « spirituel ». Il est également coauteur de Magical Parent - Magical Child, the Optimum Learning Relationship (« Parent magique - enfant magique, la relation d'apprentissage optimale ») avec Michael Mendizza.